# Linia kolejowa nr 360
Linia kolejowa nr 360 – jednotorowa, drugorzędna, niezelektryfikowana linia kolejowa łącząca stację Jarocin ze stacją Kąkolewo.
Obecnie między przystankami Brzostów Wielkopolski i Góra odbywają się turystyczne kursy drezyną w ramach Jarocińskiej Kolei Drezynowej.